# Плийа, Жан
Жан Плийа (фр. Jean Pliya; 21 июля 1931, Джугу, Французская Дагомея — 14 мая 2015, Абиджан, Кот-д’Ивуар) — бенинский писатель
, поэт, драматург, публицист, педагог. Профессор географии. Ректор Национального университета Бенина (1981—1983). Государственный деятель. Писал на французском языке.

## Биография
Родился в бедной семье. До 1955 года изучал географию в Университете Дакара в Сенегале (ныне Университет Шейха Анты Диопа), продолжил обучение во Франции в Тулузском университете (1955—1957).
В 1957—1959 годах преподавал в лицее Лиона. В 1959 году вернулся на родину. Преподавал до 1969 г. историю и географию в университетах Бенина, Того и Нигера.
Занимал ответственные государственные должности в правительстве Бенина. Был директором кабинета министра национального образования (1961—1963), министром информации и туризма в 1963 году, занимал пост во временном правительстве Республики Дагомея генерала К. Согло. Затем избирался членом парламента Народной Республики Бенин.

## Творчество
Автор исторической драмы «Кондо-Акула» («Kondo Le Requin», 1966), посвящённой борьбе против французских колонизаторов, сборника новелл «Священное дерево» («L’arbre fétiche», 1971) и сатирической комедии «Личная секретарша» («La secrétaire particuli ̀ere», 1973), проникнутой просветительским пафосом, в которой также затронута тема коррупции и падения нравов сильных мира сего. В комедии разрабатывал новый для западно-африканской драматургии «производственный» конфликт недобросовестного руководителя с его подчиненными. Его перу принадлежит роман «Ткачи» («Les tresseurs de corde», 1987 год) посвященный жизни Бенина второй половины XX века.
Автор публицистических статей (в том числе по проблемам здравоохранения и гигиены питания), стихотворений.
В 1967 году удостоен «Гран-при Литературы Чёрной Африки» (Grand prix littéraire d’Afrique noire).

## Избранные произведения
- L’Arbre fétiche, recueil de nouvelles (L’Arbre fétiche, La Voiture rouge, L’homme qui avait tout donné, le Gardien de nuit), Yaoundé, Éditions CLE, 1971
- Kondo le requin, consacré au roi Behanzin, Yaoundé, CLE, 1981 (Grand prix littéraire d’Afrique noire 1967, ex-aequo avec François-Borgia Marie Evembé3)
- Les Chimpanzés amoureux, Le Rendez-vous, La Palabre de la dernière chance, nouvelles, les Classiques africains, 1977
- La Secrétaire particulière, Yaoundé, Éditions CLE, 1973
- Les Tresseurs de cordes, Paris, Hatier, Abidjan, CEDA, 1987
- La Fille têtue, contes et récits traditionnels du Bénin, Abidjan ; Dakar ; Lomé, Nouvelles Éditions africaines, 1982
- Rosaire : Chemin de vie, Paru en 2002
- Des ténèbres à la Lumière, Saint Paul éditions religieuses , Paris Parution : février 2006
- Le combat spirituel : " Résistez au Diable et vous serez libres ", Paris, Saint Paul éditions religieuses, 2014, 160 p. (ISBN 978-2-35117-068-7)
- Prières après la communion : Eucharistie, Soleil de justice, Paris, Éditions Pierre Téqui, 2015, 96 p. (ISBN 978-2-7403-1881-2)
- Neuvaine de protection spirituelle
- Vie Chrétienne authentique et Protection de Dieu

Переводы на русский:
- Жан Плийя (Бенин). Красная машина. Перевод с французского В. Талюкина // Чики и река: Повести и рассказы африканских писателей. — М.: Дет. лит., 1981. — С. 66-76.